# Subsecretaría de Infraestructura
La Subsecretaría de Infraestructura es una de las subsecretarías indispensables de la Secretaría de Comunicaciones y Transportes (México), de la cual dependen la Dirección General de Desarrollo Carretero, la Dirección General de Conservación de Carreteras y la Unidad de Infraestructura Carretera para el Desarrollo Regional.
- Datos: Q6134933